# Prionocera electa
Prionocera electa är en tvåvingeart som beskrevs av Alexander 1927. Prionocera electa ingår i släktet Prionocera och familjen storharkrankar. Inga underarter finns listade i Catalogue of Life.